# Медведько, Андрей Александрович
Андрей Александрович Медведько — украинский националист, член ультраправой организации «С14», кандидат в депутаты Киевского городского совета по 35-му округу в 2014 году, один из предполагаемых убийц Олеся Бузины. В сентябре 2019 года избран в Совет общественного контроля НАБУ.

## Биография
Родился 27 сентября 1989 года в Киеве. Отец Александр Александрович Медведько — водитель автокрана, мама Ирина Борисовна — педагог в детском саду.
В 2011 окончил географический факультет КНУ им. Тараса Шевченко.
С того же времени работал в строительной компании «Капитал Спецресурс», сначала как помощник директора, а затем — как руководитель транспортного отдела.
Во время снежного коллапса в марте 2013 года организует службу волонтёров «Спасай Киев без Попова». Сотни волонтёров под руководством Медведько чистили подъезды к больницам и станциям скорой помощи.
В мае 2013 года состоялся ряд нападений на праворадикальных активистов. Националистов выслеживали возле их домов и жестоко избивали. Пытались напасть и на Медведько, но благодаря помощи праворадикалов нападавших удалось задержать. По мнению националистов, к нападениям причастны сотрудники милиции.
Летом 2013 становится исполняющим обязанности председателя Печерской районной организации ВО «Свобода».
В конце 2013 года с первых дней был активным участником Майдана и замкомендантом Киевского городского совета. В мае 2014 баллотировался как кандидат в Киевсовета по 35-му избирательному округу. Занял на выборах третье место.
После выборов вступил в ряды добровольческого батальона особого назначения «Киев-2», где нёс службу до января 2015 года. После этого перевёлся в батальон «Гарпун».

### Убийство Олеся Бузины
16 апреля 2015 возле своего дома был убит оппозиционный журналист Олесь Бузина. Злоумышленники скрылись на автомобиле, впоследствии покинув его на одной из улиц Киева.
18 июня Медведько был задержан вместе с националистом Денисом Полищуком. Министр МВД Арсен Аваков объявил их виновными в убийстве Олеся Бузины. На суде, который состоялся в тот же день, Медведько и Полищуку выбрали по 2 месяца содержания в СИЗО в качестве меры пресечения.
Свидетели обвинения путались в показаниях относительно описания убийц и их транспортного средства. Свидетели защиты утверждали, что видели настоящих убийц и создали фотороботы, а сами подозреваемые 16 апреля 2015 года находились далеко от Киева — в «зоне АТО». Главным основанием задержания националистов стал тест ДНК из вещей, которые нашли рядом с местом преступления. По версии защиты, вещи могли быть похищены милицией раньше, поскольку до этого у подозреваемых были ограбления. Основным доказательством экспертизы ДНК стала жевательная резинка матери Медведько. Сами же Полищук и Медведько заявляли, что их задержали на основании бесспорных доказательств и пытками выбивали признания.
В деле указано, что генетические материалы экстремистов и «смывы» из ручек машины убийц не совпадают. Несмотря на ряд доказательств, подтверждающих причастность националистов к преступлению, апелляционный суд проявил предвзятость и отказал в освобождении Медведько из-под стражи.
Праворадикалы организовали несколько митингов в поддержку Медведько и Полищука. Некоторые депутаты выступили в поддержку националистов и надели на заседание Верховной Рады футболки с их изображениями, в том числе Игорь Луценко, Игорь Мосийчук, Борис Филатов, Андрей Ильенко и Владимир Парасюк. Общее количество депутатов в футболках превышала два десятка.
После этого начался флешмоб с футболками, который поддержали многие звёзды и группы, такие как Kozak System, Другая Рика, Гайдамаки, Тень Солнца, Кому Вниз, Сокира Перуна, Ирена Карпа, Тартак, Путешествия, Нумер482 и многие другие.
8 августа в Киеве под стенами изолятора временного содержания состоялся концерт с участием известных исполнителей в поддержку подозреваемых. Впоследствии мера пресечения была изменена на домашний арест, причём частичная — они должны были находиться дома в период с 19:00 до 8:00. В мае же 2016 года по решению суда с подозреваемых была снята и эта мера пресечения.

### Работа в НАБУ
30 сентября 2019 года Медведько стал членом Совета общественного контроля Национального антикоррупционного бюро Украины. Согласно интернет-голосованию, которое состоялось 23 сентября, лидер набрал 4854 голоса, а Медведько получил 3902 голоса.